# (16261) Iidemachi
(16261) Iidemachi est un astéroïde de la ceinture principale.

## Description
(16261) Iidemachi est un astéroïde de la ceinture principale. Il fut découvert le 4 mai 2000 à Nanyo par Tomimaru Okuni. Il présente une orbite caractérisée par un demi-grand axe de 2,98 UA, une excentricité de 0,05 et une inclinaison de 10,1° par rapport à l'écliptique.

## Compléments